# Economia
 (mai 2025).
Motif : Notoriété douteuse, pas ou peu de sources d'envergure nationale
- Archive Wikiwix
- Bing
- Cairn
- DuckDuckGo
- E. Universalis
- Gallica
- Google
- G. Books
- G. News
- G. Scholar
- Persée
- Qwant
- (zh) Baidu
- (ru) Yandex
- (wd) trouver des œuvres sur Wikidata

| 1. | Préciser le motif de la pose du bandeau. | Précisez le motif de la pose du bandeau en utilisant la syntaxe suivante : {{admissibilité à vérifier\|date=mai 2025\|motif=remplacez ce texte par le motif}}                 |
| 2. | Informer les utilisateurs concernés.     | Pensez à avertir le créateur de l'article, par exemple, en insérant le code ci-dessous sur sa page de discussion : {{subst:avertissement admissibilité à vérifier\|Economia}} |

Economia est la convention d'affaires des solutions industrielles à forte valeur ajoutée, organisée en Franche-Comté à Montbéliard. Cette convention permet aux donneurs d'ordre qui expriment des besoins précis de rencontrer des sous-traitants et des prestataires qui peuvent y répondre.
Les savoir-faire sont issus principalement de Bourgogne Franche-Comté et Alsace et peuvent concerner tous secteurs d'activité. Cette convention est organisée tous les deux ans. La 10e édition est prévue les 31 mai et 1er juin 2017.
Depuis 1998, date de la première édition, Economia a réuni plus de 3 000 participants et a organisé près de 30 000 rendez-vous B2B.